# Martina Thörn
Martina Thörn, född 21 februari 1991 i Västerås, är en svensk handbollsmålvakt. Hon är 179 cm lång och har bra räckvidd.

## Klubbkarriär
Martina Thörn började spela för IVH Västerås (senare VästeråsIrsta HF) i hemstaden och gjorde så till hon var 24 år gammal. Ny klubbadress blev Glassverket IF i norska Drammen. Debutsäsongen i Glassverket slutade med final i norska mästerskapet. Glassverket förlorade finalen som Larvik HK tog hem för 12:e året i rad. Efter säsongen blev Thörn proffs i danska storklubben FC Midtjylland. Där fick hon debutera i Champions League. Midtjylland gjorde det bra och tog sig vidare från gruppspelet, bland annat via segrar över GK Rostov-Don och ungerska storlaget Györi ETO KC. Men i kvartsfinalen förlorade man till ŽRK Vardar. Även den inhemska ligan tappade FC Midtjylland och förlorade semifinalen till København Håndbold. Efter säsongen bytte Thörn klubb till Randers HK. Säsongen i Randers slutade olyckligt för i februari 2018 råkade Thörn ut för en hjärnskakning och vid comebacken hade hon otur och fick på nytt en boll i huvudet. Sen dröjde det oktober 2018 innan Thörn kunde göra comeback igen. Thörn har presterat på en hög nivå i ligan i Danmark och bytte 2021 till danska toppklubben Odense Håndbold. Säsongen 2021/2022 blev hon dansk mästare med Odense. Sedan sommaren 2023 spelar hon för København Håndbold.

## Landslagskarriär
Martina Thörn spelade 12 ungdomslandskamper för Sverige. Hon debuterade i A-landslaget 2015. Hon har i realiteten dock varit tredje målvakt och inte fått speltid. Debuten med speltid gjorde hon den 15 mars 2016 i Kristianstad, i match mot Rumänien som Sverige vann med 32-29. Hon var uttagen till OS-kvalet i Astrachan i Ryssland men fick ingen speltid och kom inte heller med i OS-truppen 2016. Martina Thörn bytte klubb till Århus 2019 och blev i oktober 2019 uttagen i den svenska VM truppen till VM i Japan 2019. Då var Bundsen spelledig på grund av graviditet och Thörn konkurrerade med Jessica Ryde som blev tredjevalet. I EM 2020 och OS i Japan kom hon inte med i truppen. Till VM 2021 blev det tre målvakter och då föll valet på Bundsen, Ryde och Thörn. Efter att ha fått två skott i huvudet i match mot Puerto Rico fick hon avbryta VM. Hon låg då för tillfället nummer ett i räddningar i målvaktsligan.